# Simanaisenlehto
Simanaisenlehto este o arie protejată (arie specială de conservare — SAC, sit de importanță comunitară — SCI) din Finlanda întinsă pe o suprafață de 19,2 ha, integral pe uscat.

## Localizare
Centrul sitului Simanaisenlehto este situat la coordonatele 63°49′07″N 28°42′22″E / 63.8186°N 28.7061°E.

## Înființare
Situl Simanaisenlehto a fost declarat sit de importanță comunitară în mai 2002 pentru a proteja 1 specie de animale. Situl a fost protejat și ca arie specială de conservare în aprilie 2015.

## Biodiversitate
Situată în ecoregiunea boreală, aria protejată conține 2 habitate naturale: Taiga vestică, Mlaștini împădurite.
La baza desemnării sitului se află o specie protejată de  mamifere: veveriță zburătoare siberiană (Pteromys volans).
Pe lângă speciile protejate, pe teritoriul sitului au mai fost identificate 4 specii de pești.